# قصر الحلابات (سوريا)
قصر الحلابات أو خان قصر الحلابات خان أثري (محطة للقوافل) يبعد 40 كم جنوب شرقي تدمر في سوريا. شُيد في وادٍ سُمّي (وادي قصر الحلابات) الذي يأخذ اتجاهاً شمالياً شرقياً على امتداد جبل (الأبتر) في الجنوب الشرقي وجبال (النقناقية - أم جرن) الخان في الشمال الغربي. ويقع على الطريق الجنوبية تدمر-دمشق. يوجد على بعد 4كم منه شمالاً علّام (مِيل) حجري من القرن الرابع الميلادي يشير إلى المسافة بين (برياركا) وتدمر، ولفظة (بارياركا (باللاتينية: Beriarca)) هي اسم خان الحلابات باللاتينية. وكتب على الميل الحجري (ستراتا ديوقليسيانا اكرنيلا-برياركا)
بناؤه مربع الشكل. رمم في القرن السادس الميلادي ودعم بسور إضافيّ. تجاور القصر عدة آبار قديمة محفورة بالصخر ذات مياهٍ عذبةٍ، يشرب منها البداة وتسقى بها مواشيهم. بقي مزدهراً حتى القرن الرابع عشر الميلادي ثم أهمل بعد ذلك. قامت مديرية الآثار بترميمه في فترة الثمانينيات من القرن الماضي.

## روابط خارجية
- مشاهدة صور الموقع الأثري على موقع ويكيمابيا